# Hanburia mexicana
Hanburia mexicana är en gurkväxtart som beskrevs av Berthold Carl Seemann. Hanburia mexicana ingår i släktet Hanburia och familjen gurkväxter. Inga underarter finns listade i Catalogue of Life.